# 第37屆金馬獎
第37屆金馬獎，2000年台灣與華語電影界的年度盛事之一，頒獎典禮於2000年12月2日在台北國父紀念館举行，由MUCH TV全程直播。

## 簡介
本屆最佳影片由《臥虎藏龍》獲得，此片為李安榮獲四項奧斯卡金像獎、兩項金球獎的作品。最佳導演由執導《鎗火》之杜琪峰獲得；最佳女主角獎則由《花樣年華》的張曼玉四度封后，金馬獲獎紀錄至今尚無人能破。最佳男配角獎得主張嘉年（太保）則是長期在香港發展的臺灣演員。《運轉手之戀》在眾多港陸片夾擊下獲本屆評審團大獎。

## 評選過程
最佳影片部分評審最初是要定義最佳影片的定義，不過後來又再次陷入看不懂《花樣年華》的膠著中。大部分評審認為《臥虎藏龍》單項表現或許與其他影片相較各有輸贏。
但也有人認為王家衛在《花樣年華》中突破了以往的格局，以前的片不賣錢卻被捧上天，這部片其實說的更清楚，賣的也最好，藝術成就又受到肯定，但大家反而爭論說“看不懂”。有趣的是，支持《槍火》杜琪峰的評審在最佳影片部分反而分別投向《臥》的商業派及《花》的藝術派。經過冗長的討論，已經得到5項大獎的《臥虎藏龍》終於因“以西方技術包裝，表現武俠新格局，各項環節整合完整，大家都看得懂”奪得最佳影片寶座。
最佳導演一開始焦點集中在李安及王家衛身上，支持李安的評審認為他巧妙平衡電影的藝術與商業性，拍出一部“好看”的電影；不過也有評審認為李安的格局雖大，以現代手法重新包裝武俠劇，卻無法清楚知道他究竟要傳遞什麼訊息，也有人認為他的風格就是沒有風格。有一段時間評審陷在《花樣年華》的“結尾令人看不懂”，“去吳哥窟、放戴高樂影片片段是敗筆”的爭論中，似乎大家都同意沒有人《花》看第一遍就看得懂。忽然有人為《槍火》的杜琪峰拉票，認為他在簡單的格局中導出每個角色的個性，而且全片流暢絕無冷場。於是少數喜愛《槍火》的評審表現出極大的熱情，於是杜琪峰就由第一輪的2票晉升到第二輪的6票再到第三輪的7票，順利以《槍火》奪下最佳導演。
抱著鼓勵新人的態度，女主角入圍投票時一舉勝出的章子怡得到許多評審的支持，在近20分鐘的討論中，大家一致認為劇本角色討喜的章子怡擁有明星特質，實力也不容忽視。不過楊紫瓊的支持者也全力為她在《臥》中不標準的國語辯護，認為“語言是導演的安排，不應作為扣分標準”，而且她在戲份較弱的安排下還能演出“刻意壓抑的細膩內心戲”，難能可貴，也有評審提出“實力好就要鼓勵，但不能忽略老人”的拉票策略。
就在章楊一片廝殺聲中，忽然有人指出張曼玉在沒有劇本的限制下，還能準確拿捏怨婦的內心起伏，“要在內斂的表演中收放自然是很難的”，“其實比男主角演的還好”。就這樣，第二輪投票時楊紫瓊以3票出局，留4票的章子怡及5票的張曼玉競爭，第三輪時章子怡還是和前兩輪一樣拿到4票，但獎勵實力老演員的另外8人全力為張曼玉護盤，果然達成王家衛的願望，讓張曼玉拿到第4座金馬獎最佳女主角獎。
最佳男主角 吳鎮宇第一輪與梁朝偉同票，但評審一致認為吳鎮宇的表現“讓人眼睛一亮”以“十分有質感的演出”擊敗“每部戲都有水準”的梁朝偉。 。
最佳男配角是所有演員獎項中評審唯一有共識的部分，太保輕易以“自然、把整個戲帶起來卻不搶戲”的稱職表現得獎。但相反的，趙美齡卻是因“戲份幾乎像女主角一樣”、將“強悍及挫折的多層次轉折表現的恰到好處”，而在第二輪以11票打敗蕭淑慎及程秀瑛。
最佳新演員第一輪投票時，《無人駕駛》的譚潔雯其實得到6票，但評審討論時火力卻集中在第二名《沙河悲歌》的黃耀農身上。第二輪投票時被認為“自然”的譚潔雯因為“演她自己很容易”僅得3票意外出局，剩黃耀農及《細路祥 (1999年電影)|細路祥》的姚月明未過半數捉對廝殺。直到第三輪投票時，被認為“敢在大家面前尿尿、把馬子的演出細膩，是天生的演員”的姚月明才以7票辛苦過關。

## 入圍暨得獎名單
下列之標記為該獎項之得獎者。
壹、影片獎項

### 最佳動畫長片
貳、個人獎項

### 最佳原創電影歌曲
叄、非正式競賽

## 多項提名及得獎

### 多項提名
下列13部電影獲得多項提名。
| 提名數量 | 電影名稱       | 提名獎項 |
| -------- | -------------- | --- |
| 13       | 《臥虎藏龍》   | 最佳劇情片、最佳導演、最佳女主角、最佳女主角、最佳改編劇本、最佳攝影、最佳剪輯、最佳美術設計、最佳造型設計、最佳原創電影音樂、最佳音效、最佳動作指導、最佳視覺特效 |
| 9        | 《花樣年華》   | 最佳劇情片、最佳導演、最佳男主角、最佳女主角、最佳原著劇本、最佳攝影、最佳美術設計、最佳造型設計、最佳原創電影音樂                                                 |
| 7        | 《西洋鏡》     | 最佳劇情片、最佳導演、最佳改編劇本、最佳美術設計、最佳造型設計、最佳原創電影音樂、最佳音效                                                                         |
| 6        | 《鎗王》       | 最佳男主角、最佳攝影、最佳剪輯、最佳音效、最佳動作指導、最佳視覺特效                                                                                               |
| 5        | 《沙河悲歌》   | 最佳女配角、最佳新演員、最佳改編劇本、最佳美術設計、最佳造型設計                                                                                                   |
| 4        | 《無人駕駛》   | 最佳新演員、最佳原著劇本、最佳攝影、最佳剪輯 |
| 4        | 《順流逆流》   | 最佳剪輯、最佳原創電影音樂、最佳動作指導、最佳視覺特效 |
| 4        | 《鎗火》       | 最佳劇情片、最佳導演、最佳男主角、最佳男配角 |
| 4        | 《運轉手之戀》 | 最佳劇情片、最佳男配角、最佳女配角、最佳原著劇本 |
| 3        | 《細路祥》     | 最佳劇情片、最佳新演員、最佳原著劇本 |
| 2        | 《我叫阿銘啦》 | 最佳新演員、最佳原創電影歌曲 |
| 2        | 《夜奔》       | 最佳男配角、最佳音效 |
| 2        | 《純屬意外》   | 最佳男主角、最佳女配角 |

### 得獎統計
其中5部電影獲得多項獎項（僅計入正式競賽獎項）。
| 得獎數量 | 電影名稱       | 得獎獎項                                                                     |
| -------- | -------------- | ---------------------------------------------------------------------------- |
| 6        | 《臥虎藏龍》   | 最佳劇情片、最佳剪輯、最佳原創電影音樂、最佳音效、最佳動作指導、最佳視覺特效 |
| 3        | 《花樣年華》   | 最佳女主角、最佳攝影、最佳造型設計                                           |
| 2        | 《沙河悲歌》   | 最佳女配角、最佳美術設計                                                     |
| 2        | 《鎗火》       | 最佳導演、最佳男主角                                                         |
| 2        | 《細路祥》     | 最佳新演員、最佳原著劇本                                                     |
| 1        | 《西洋鏡》     | 最佳改編劇本                                                                 |
| 1        | 《運轉手之戀》 | 最佳男配角                                                                   |
| 1        | 《我叫阿銘啦》 | 最佳原創電影歌曲                                                             |
| 1        | 《銀簪子》     | 最佳紀錄片                                                                   |
| 1        | 《旅行》       | 最佳創作短片                                                                 |

## 外部連結
- 第37屆金馬獎名單 （页面存档备份，存于）（繁體中文）
- 國家電影中心圖書館-第三十七屆金馬獎頒獎典禮
- 時光網-第37届台湾电影金马奖 （页面存档备份，存于）